# ایستگاه اوموری
ایستگاه اوموری (به ژاپنی: 大森駅 Ōmori-eki) یک ایستگاه قطار در منطقه اوموری در اوتا-کو، توکیو در توکیو در ژاپن است. این ایستگاه در مسیر خط کیهین-توهوکو قرار دارد.